# Гренола (Канзас)
Гренола (англ. Grenola) — місто (англ. city) в США, в окрузі Елк штату Канзас. Населення — 151 особа (2020).

## Географія
Гренола розташована за координатами 37°21′1″ пн. ш. 96°26′59″ зх. д. / 37.35028° пн. ш. 96.44972° зх. д. (37.350289, -96.449671).  За даними Бюро перепису населення США в 2010 році місто мало площу 1,24 км², з яких 1,23 км² — суходіл та 0,01 км² — водойми.

## Демографія
Згідно з переписом 2010 року, у місті мешкало 216 осіб у 92 домогосподарствах у складі 64 родин. Густота населення становила 174 особи/км².  Було 128 помешкань (103/км²).
Расовий склад населення:
| - 97,7 % — білих - 1,9 % — азіатів |

До двох чи більше рас належало 0,5 %. Частка іспаномовних становила 0,0 % від усіх жителів.
За віковим діапазоном населення розподілялося таким чином: 25,0 % — особи молодші 18 років, 48,1 % — особи у віці 18—64 років, 26,9 % — особи у віці 65 років та старші. Медіана віку мешканця становила 47,4 року. На 100 осіб жіночої статі у місті припадало 98,2 чоловіків;  на 100 жінок у віці від 18 років та старших — 95,2 чоловіків також старших 18 років.
Середній дохід на одне домашнє господарство  становив 46 601 долар США (медіана — 46 250), а середній дохід на одну сім'ю — 49 756 доларів (медіана — 51 429). За межею бідності перебувало 7,3 % осіб, у тому числі 16,0 % дітей у віці до 18 років та 2,8 % осіб у віці 65 років та старших.
Цивільне працевлаштоване населення становило 50 осіб. Основні галузі зайнятості: роздрібна торгівля — 24,0 %, освіта, охорона здоров'я та соціальна допомога — 14,0 %, транспорт — 10,0 %, оптова торгівля — 8,0 %.